# Mesochelifer pardoi
Mesochelifer pardoi är en spindeldjursart som först beskrevs av Beier 1956.  Mesochelifer pardoi ingår i släktet Mesochelifer och familjen tvåögonklokrypare. Inga underarter finns listade i Catalogue of Life.